# 燈火的奧提爾
《灯火的奥提尔》（日语：灯火のオテル）是由日本漫畫家川口勇貴创作的漫畫作品，於2025年第24期起在《週刊少年Jump》上連載。故事讲述精灵温暖战士冻僵的手指并给予力量。邪恶的国王被打倒，战士成为英雄。完成使命的精灵融入大自然消失的火与冰的英雄谭。
故事中使用到英雄之馆（瓦尔哈拉）等的北欧神话素材。因此，主人公奥提尔参考原型被认为是在《休德拉之歌》中提及的奥塔尔。敌对势力的冰之国也是取材于霜之巨人。

## 故事内容
大概几年前，森之国被冰之国侵略，绿意盎然的森林之国被冻结，变成了连作物都无法生长的土地。憧憬着因死于战场而前往“英雄之馆（瓦尔哈拉）”的父亲那样的战士的少年奥提尔，作为炊事员一同向要塞进军。面对说想要剑的奥特尔，要塞队长阿拉约基说：“不管是炊具还是擦铠甲，只要是在战场上的人都是战士，死后一定会去英雄之馆。守护大家生命之火就是奥提尔的战斗。”
当即将被杀的奥提尔向火上吹气时，被注入生命的火精灵菲尔加诞生，借助其力量，奥提尔成功击退了冰之国战士。越是在战斗中幸存下来、经历过漫长旅程的战士，英雄故事越是壮阔有趣。被选为火精灵的“战士”奥提尔的英雄谭现在开始了。

## 登场角色
奥提尔
本作的主人公。原本是憧憬成为像父亲一样战士的炊事员，但被火之精灵菲尔加选中后，作为战士为了结束无尽的冬天而战斗。有个妹妹。性格温柔善良。
菲尔加
火之精灵。作为奥提尔将生命分享的谢礼，给予奥提尔火精灵的力量。能融化一般火无法融化的魔术师之冰。有四只手臂。也可以变成只有头部的形态。
桑娜
奥提尔的妹妹。以前是个很任性的孩子，但自从冰之国侵略以后就不一样了。
阿拉约基
作为要塞队长的战士。对于吐露真心“想战斗”的奥提尔表示“炊事员也是战士，炊事员也有炊事人员的战斗”。
希克斯汀
住在蜜酒山被称为英雄的男人。外号「月轮的希克斯汀」。喜欢蜂蜜酒。气氛轻飘飘的，但战斗能力是真实的。
埃托皮里克
希克斯汀的弟子。拥有可以探知魔力的水晶。个子虽小，但精力充沛，肌肉结实。与奥提尔同岁。
辛德拉
住在矮人谷的铁匠。第一人称是“俺”（我）。巨乳。
苏尔德
被称为剑角的苏尔德的“冰魔六角”的其中一人。

## 地方・用语
森之国（森の国）
奥提尔等人生活的国家。原本是一片绿意盎然的土地，但因为冰之国的侵略而变成冰冻的土地，农作物也无法生长。
雾之村（霧の村）
森之国中的村庄。冰之国被攻陷了。
冰之国（氷の国）
原本是少数魔族居住在雪山，拒绝与外界联系的贫穷小国，但国王将生命分给冬之精灵后变得强大。 
英雄之馆（ヴァルハラ）
在战场上死去的战士会去的地方。
蜜酒山（みつしゅやま）
希克斯汀居住的山。 
矮人谷（ドワーフの谷）
锻造圣地“坩埚谷”所在的地方。传说山谷中心的“心脏炉”里有铁之精灵。被冰之国侵略着。
英气
人体中隐藏的生物能量。引出自身的英气而使肉体活性化，就可以光脚站在锐利的刀尖上，一刀就能砍下树木。 
魔力
与身体中的英气相反，沉睡在自然中的能量。魔术师和精灵使用魔力。

## 余谈
- 关于作者：川口勇贵是距前作《小红帽》结束连载4年后，再次回归《周刊少年jump》。作者于2017参加集英社举办金未来杯受赏后同年发布短篇正式出道，当时审查员为尾田荣一郎。2018年崇城大学艺术科毕业。2021年结束正式连载漫画《小红帽》，全3册。在之之前，在《我的英雄学院》作者堀越耕平手下担任助手参加工作[1]，画风受影响。在之后，又在《擅长逃跑的殿下》作者松井优征手下担任助手参加工作期间[2]。
- 作者描绘漫画风格扎实细腻，擅长描绘宏大背景场景，题材采取传说・民俗故事改编，而人物喜好矮小少年与体格健硕女性角色搭配，凸现漫画家个人特色。
- 关于原型。奥塔尔(ottar)是北欧神话和英雄集成谭的《诗体埃达》中出现的男性。《休德拉之歌》中奥塔尔是一个头脑简单、冒进的人类年轻人，但却是爱之女神芙蕾雅众多情人之一，被认为是她最爱的对象。故事主要说了因斯坦和弗雷迪丝的儿子奥塔尔与安冈图尔发生争执，并决定轮流背诵祖先的名字。因为奥塔尔不顾后果地赌上了自己的全部财产，所以芙蕾雅对他凡事都很多帮助。奥塔尔被芙蕾雅变成了金毛猪，为了得到战胜安冈图尔所必需的“记忆的麦酒”，在她的指示下前往知识与记忆精通的女巨人休德拉所居住的洞穴。芙蕾雅用各种手段拉拢休德拉，让她说出奥塔尔庞大的家系。虽然经常被休德拉揶揄为“愚蠢的奥塔尔”，但与《雷金之歌》关系密切的英雄西古鲁兹也是一族，她详细地列举了奥塔尔的血统。然而，对多情的芙蕾雅不感兴趣的休德拉拒绝将记忆的啤酒交给奥塔尔，因此被小瞧的芙蕾雅对休德拉放出火焰，让她明白了这一点。就这样得到了记忆之麦酒，芙蕾雅就像祝福奥塔尔一样，向阿斯加尔兹的诸神乞求加护。弗蕾雅所骑的野猪希尔迪斯维尼（或称希尔迪斯维恩）经常被认为是奥塔尔的化身，是因为上述的猪把虚假的名字告诉了识破是奥塔尔的休德拉。另外，同样在与休德拉的对话中，使用“丈夫”一词来指代奥塔尔，因此也有说法认为这是芙蕾雅的丈夫奥兹的别名，但另一方面奥兹被认为是神族，两者也有差异。